# 1804 Чеботарьов
1804 Чеботарьов (1804 Chebotarev) — астероїд головного поясу, відкритий 6 квітня 1967 року.
Тіссеранів параметр щодо Юпітера — 3,517.